# Davert

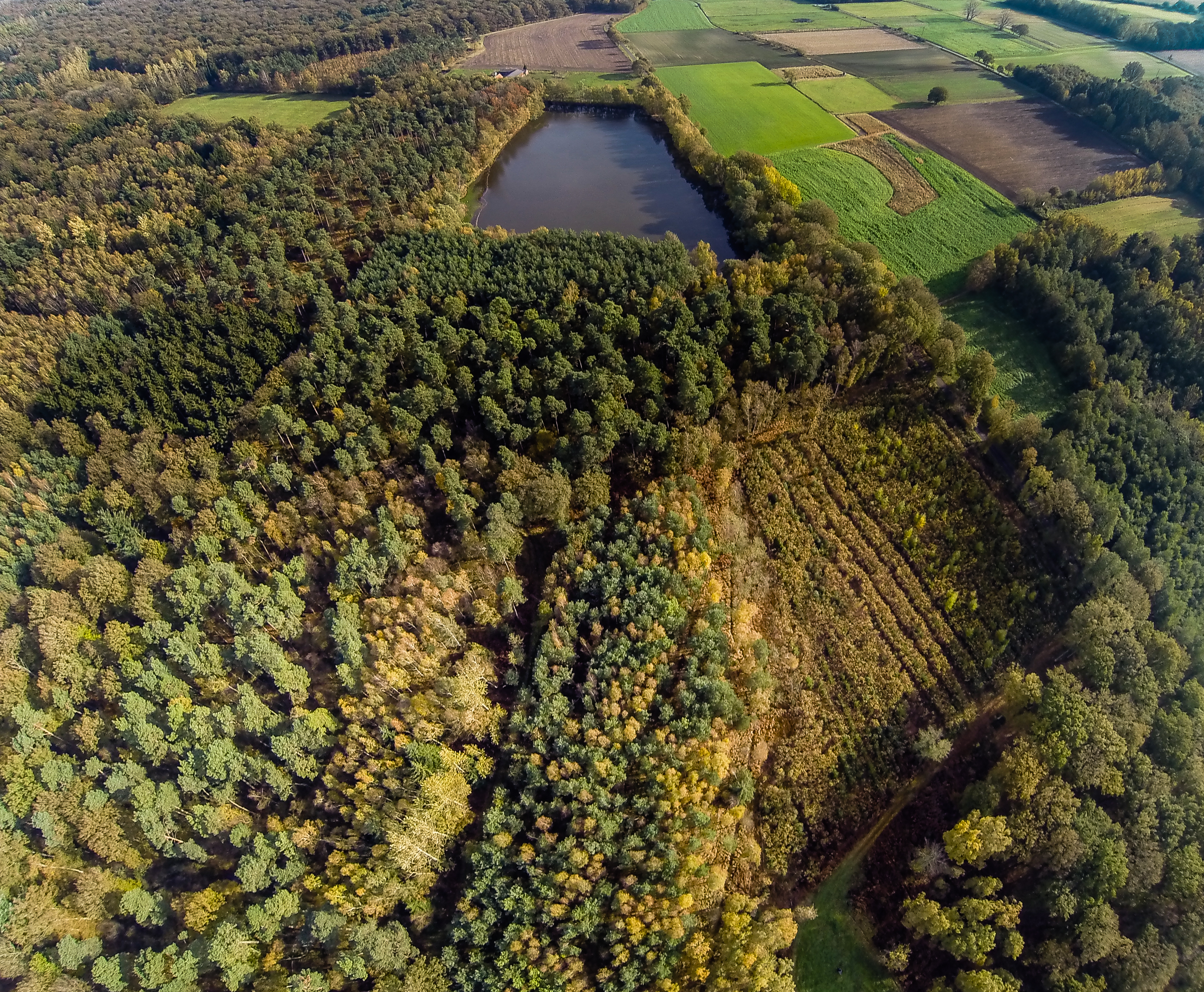
Luftaufnahme eines Teils der Davert in Senden-Ottmarsbocholt (Naturschutzgebiet Davert im Kreis Coesfeld)

Die Davert ist eine ausgedehnt und vielerorts naturnah bewaldete Flachmulde im zentralen Münsterland, unmittelbar südwestlich von Münster. Naturräumlich ist sie Teil der Münsterschen Ebene im Kernmünsterland.

## Lage und Grenzen
Die Davert hat Anteil an der Stadt Münster im Norden, den Gemeinden Senden und Ascheberg (beide Kreis Coesfeld) im Westen und Süden sowie den Städten Drensteinfurt und Sendenhorst (letztere zu geringen Anteilen, beide Kreis Warendorf) im Osten. Im Gebiet liegt der Wittlerbaum.
Im Uhrzeigersinn wird die Davert eingekreist durch die Orts(teil)kerne von Münster-Albachten im westlichen Norden, Münster im östlichen Norden, Münster-Hiltrup im Nordosten, Drensteinfurt-Rinkerode im Südosten, Ascheberg-Davensberg im Süden, Senden-Ottmarsbocholt im westlichen Süden, Senden im südlichen Westen und Senden-Bösensell im Nordwesten. Zentral liegt der Münsteraner Ortsteil Amelsbüren, südwestlich davon Senden-Venne.
Nach Nordosten wird die Davert durch den wallartigen Uppenberger Geestrücken begrenzt.

## Naturräumliche Zuordnung
Die Davert wird naturräumlich wie folgt zugeordnet:
- (zu 54 Westfälische Bucht)
  - (zu 541 Kernmünsterland)
    - (zu 541.1 Münstersche Ebene)
      - 541.12 Die Davert

## Geologie und Landschaft
Die Gesteine der Oberkreide sind in der fast ebenen Flachmulde der Davert durch diluviale Ablagerungen stark wechselhafter Mächtigkeit überlagert. Entsprechend von Mächtigkeit der überlagernden Geschiebelehme, Kalkgehalt und Feuchtigkeit lösen Birken-Eichenwald und Eichen-Hainbuchenwald einander ab, auf feuchten Standorten finden sich Erlen-Bruchwälder.
Wald wechselt sich immer wieder mit Weide- und Ackerflächen ab, so dass die Davert trotz ihrer sehr wenigen menschlichen Siedlungsflächen als Teil der münsterländischen Parklandschaft unverkennbar bleibt. Neben dem Emmerbach führen zahlreiche kleinere Landstraßen durch diese Landschaft. Neuzeitliche Wegstrecken wie der Dortmund-Ems-Kanal, die Bahnlinie Münster–Dortmund und die A 1 sowie, in Randlagen, die Bahnlinie Recklinghausen–Münster, die A 43 (beide Nordrand) und die B 54 (Ostrand) zerschneiden die Davert. Der durch die B 54 abgetrennte äußerste Osten der Niederung ist Teil des Waldgebietes Hohe Ward. Im Westen trennen die Rodungsflächen um die Bauerschaft Venne das Gebiet des Venner Moors von der Davert ab.

### Schutzgebiete
Insgesamt rund 24 km² der bewaldeten Flächen der Davert gehören zu Naturschutzgebieten:
- NSG Davert (MS): 785,52 ha
- Davert (WAF): 735,64 ha
- NSG Davert (COE): 707,58 ha
- NSG Venner Moor (COE): 150,54 ha

Diese Naturschutzgebiete umfassen fast vollständig die Bewaldung und den Großteil der Fläche der Davert südöstlich des Dortmund-Ems-Kanals, während der Landschaftsteil nordwestlich des Kanals keinen besonderen Schutz genießt. Die Bezeichnung Davert findet z. T. auch synonym für das Waldgebiet des gleichnamigen Naturschutzgebietes, also nicht die gesamte Niederung umfassend, Verwendung.
In der Emmerbachaue wurde von der NABU-Naturschutzstation Münsterland ein Beweidungsgebiet mit Heckrindern und Konik-Pferden eingerichtet. Ganzjährige Beweidung und Neuanlage von Gewässern und Gehölzgruppen sollen zu einer naturnahen Entwicklung der Flussaue beitragen.
Die Davert ist ebenfalls Teil des gleichnamigen EU-Vogelschutzgebiets „Davert“.

## Von Mark und Wildbahn zum Waldgebiet

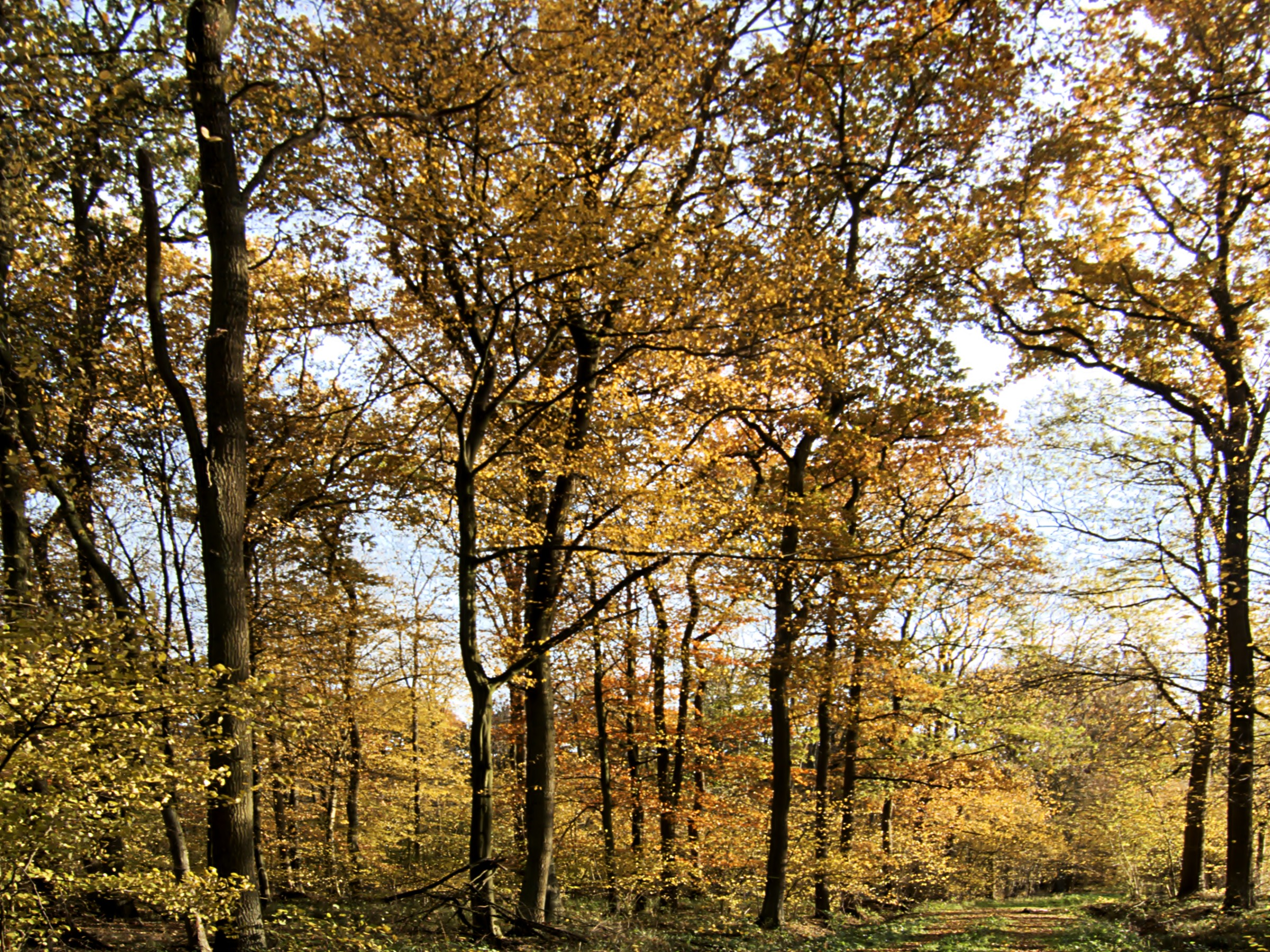
Herbstaspekt in der Davert (Inkmannsholz)

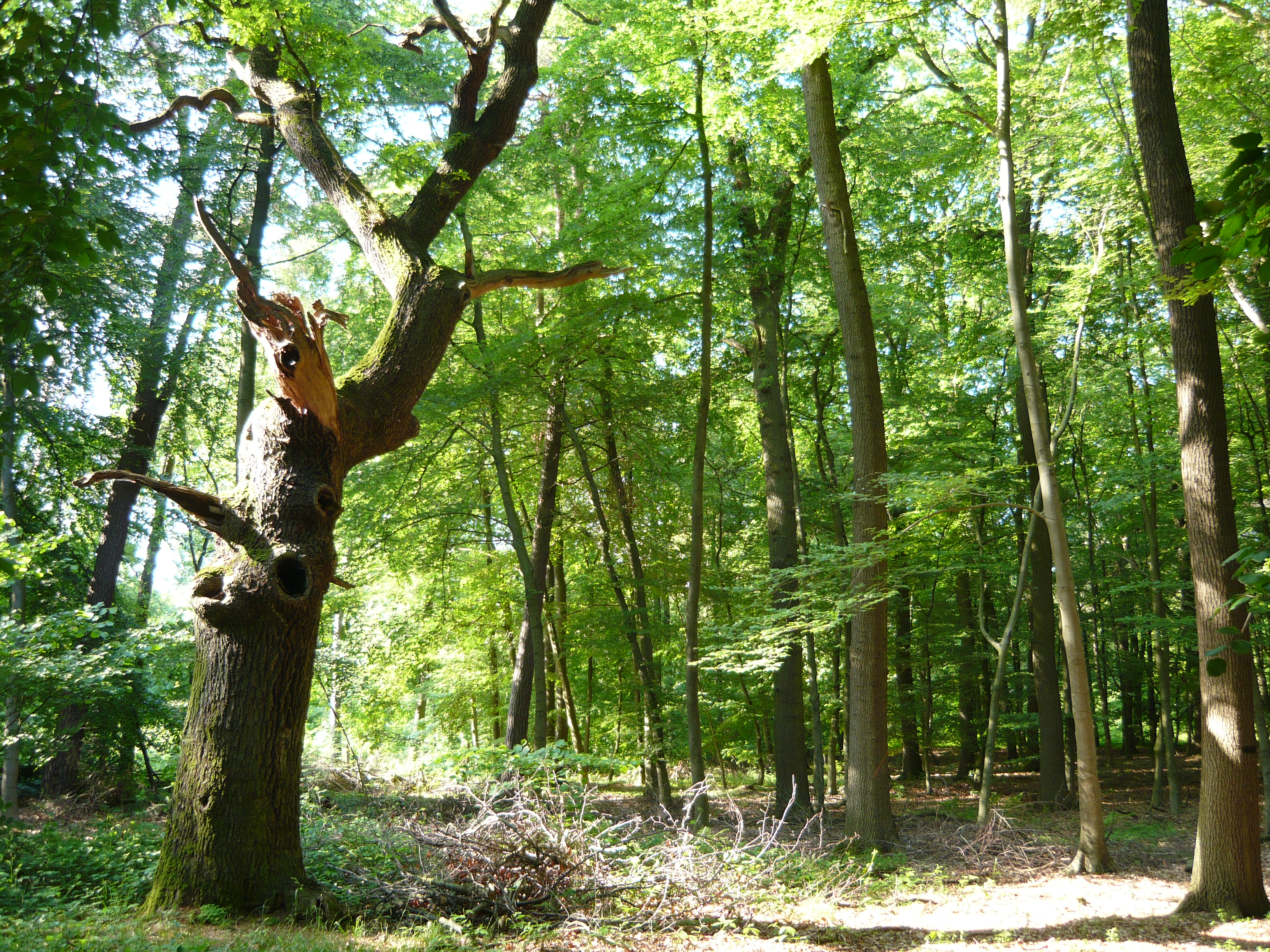
Die Teufelseiche östlich Davensberg: vermutlich einer der ältesten Bäume in der Davert

Das Gebiet der Davert wurde bis 1821 bzw. 1841 als Gemeine Mark genossenschaftlich genutzt. Es war damals sehr unwegsam und von feuchtem Sumpf- und Bruchwald bedeckt, karge Heideflächen und kleine Moore ergänzten das Bild einer sehr unwirtlichen, geheimnisvollen Landschaft. Aus dieser Zeit stammen zahlreiche volkstümliche Sagen und Märchen. 
Erstmals 1339 wurde in der Davert eine Wildbahn urkundlich erwähnt, in der die freilebenden Pferde der Gegend lebten. Die sogenannten Davertnickel gab es aber in dieser Gegend wahrscheinlich schon sehr viel länger. Der Tierbestand wurde genossenschaftlich bewirtschaftet, indem man regelmäßig Tiere entnahm und als Arbeits- oder Militärpferde, beispielsweise auf dem Markt in Coesfeld, verkaufte. Die letzten in der Wildbahn aufgewachsenen 18 Davertnickel wurden 1812 vom Freiherrn Elverfeldt genannt von Beverfoerde zu Werries öffentlich versteigert, womit sich die Spuren dieser „wilden“ Pferde für immer verlieren.
Erst nach der Markenteilung wurde das Gebiet entwässert und systematisch mit Wegen erschlossen, größtenteils aufgeforstet oder auch für die Landwirtschaft urbar gemacht. Heute ist die Davert vor allem durch den Wechsel von Eichen-Hainbuchen-Wäldern und Buchenwäldern sowie einzelnen Wiesen- und Ackerflächen geprägt. Auffällig ist nach wie vor, dass die Gegend für münsterländische Verhältnisse überdurchschnittlich stark bewaldet und immer noch relativ dünn von Menschen besiedelt ist.

## Sagen
Die Davert hat mit ihrem unwegsamen Gelände und ihrem tiefen, nebelüberhangenen Moorland schon immer die Phantasie der Menschen angeregt. An diesen Ort zogen sich die unerlösten Seelen der Verstorbenen, die zu Lebzeiten Verbrechen begingen, zurück und konnten Spuk treiben. 
Der einzige Weg, der damals durch die Davert führte, war gesäumt von Wacholdersträuchern, Ginsterbüschen und Krüppelkiefern. Aufgrund dieser gruseligen Atmosphäre trauten sich nur Besenbinder und Torfstecher in die Gegend, um dort ihrer Arbeit nachzugehen. Reisenden konnte es geschehen, dass vor ihnen das „Hohomännchen“ auftauchte und von links nach rechts herumsprang. Es soll nur einen Fuß hoch gewesen sein und kletterte auf die Äste der Bäume und versuchte, mit seinem Rufen die Reisenden vom rechten Weg abzubringen.
Eine weitere Sage erzählt von zwei alten Jungfrauen, die zwischen den Ginsterbüschen und Wacholdersträuchern herumtanzten. In Wahrheit waren die beiden Hexen und hatten einen Bund mit dem Teufel geschlossen. Auch der Geist einer geizigen und gottlosen Köchin aus dem Stift Freckenhorst soll in der Davert umherspuken: Nach ihrem Tod suchte sie in ihrem Stift Mägde und Äbtissinnen heim, bis die Geistlichen sie in die Davert verbannten.
Vom Ritter Meinhövel erzählt folgende Sage: Der Ritter, der auf der Burg Davensberg lebte, liebte die Jagd über alles. Doch da er auch an den höchsten kirchlichen Feiertagen in die Davert zum Jagen zog, wurden er und seine Jäger dazu bestraft, auf ewig ruhelos im Moor umherzuwandern.
Der hartherzige Rentmeister Schenkewald ging nach seinem Tod als Geist im Schloss Nordkirchen um und wurde der Sage nach in die Davert verbannt, wo er in einer vierspännigen Kutsche umher fährt.